# SN 1992al
SN 1992al – supernowa typu Ia odkryta 3 sierpnia 1992 roku w galaktyce E234-G69. Jej maksymalna jasność wynosiła 14,59m.